# Gekiga
Gekiga (劇画 (kịch họa)) là một thuật ngữ Nhật Bản dùng để chỉ cho truyện tranh mới, có hình ảnh hiện đại. Nó nhắm vào các độc giả ở lứa tuổi người lớn muốn tìm hiểu về lịch sử, chính trị hay xã hội. Từ gekiga được đưa ra vào năm 1957 bởi Tatsumi Yohishiro (1935 – 2015) và đã được nhiều họa sĩ Nhật Bản nghiêm túc phát triển, những người không muốn nét vẽ của mình theo nét manga truyền thống mà muốn theo một nét trưởng thành hơn.

## Lịch sử

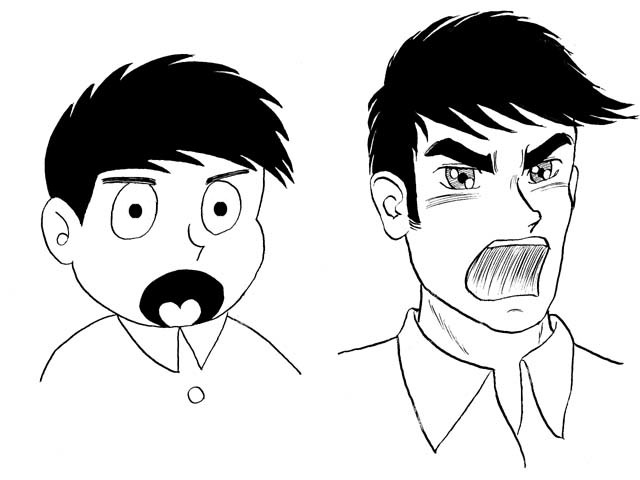
Một minh họa cho nét manga thường (trái) và nét gekiga (phải).

Những năm 1950, manga hầu hết đều đến từ Tokyo và chỉ dành cho trẻ em đọc, dẫn đầu công việc này được biết là Tezuka Osamu. Trước khi Osamu chuyển đến sống ở Tokyo, ông đã sống ở Osaka và được các họa sĩ khác như Tatsumi Yoshihiro hay Matsumoto Masahiko ngưỡng mộ. Dù bị ảnh hưởng từ Tezuka và cảm thấy thích thú với nét vẽ, nhưng Yoshihiro và đồng nghiệp của ông không muốn làm truyện tranh cho trẻ em. Họ muốn dựng lên một truyện tranh mà người lớn có thể đọc và bạo lực nhiều hơn. Yoshihiro giải thích rằng: "Một phần những gì ảnh hưởng là mẫu chuyện tôi đọc được trên báo. Tôi muốn thể hiện phản ứng đầy cảm xúc ở mọi thứ và bày tỏ nó vào truyện của mình."
Thay vì làm việc cho các ấn phẩm chính thống, các họa sĩ gekiga thường làm trong công nghiệp cho thuê truyện tranh; nơi tác phẩm của một số họa sĩ được in vào bộ sưu tập mà độc giả mượn từ các cửa hàng cho thuê truyện. Tháng 11 năm 1956, Masahiko đã dùng từ komaga (駒画) để mô tả thể loại tác phẩm Kyūketsu-jū của ông thay cho manga. Con trai ông cho rằng thể loại này sau đó trở thành thứ được gọi là gekiga. Yūrei Taxi của Tatsumi Yoshihirowork là tác phẩm đầu tiên được gọi là gekiga khi nó phát hành vào cuối năm 1957.
Cuối những năm 1960 và đầu những năm 1970, nhiều đứa trẻ đọc truyện tranh đã lớn và chúng muốn đọc thêm cái gì đó nhắm vào khán giả ở tuổi này, gekiga đã đáp ứng được nhu cầu đó. The Cartoon Museum đã nhận xét về khán giả gekiga: "Được vẽ theo phong cách thực tế với những câu chuyện kỳ lạ hơn, gegika thu hút thanh thiếu niên lớn tuổi, sinh viên đại học và cuối cùng là độc giả trưởng thành."
Một số tác giả sử dụng thuật ngữ gekiga để mô tả các tác phẩm chỉ có yếu tố gây sốc. Năm 1968, Yoshirio xuất bản Gekiga College vì ông cảm thấy gekiga đang đi xa với nguồn gốc và muốn đòi lại ý nghĩa của nó. Vào năm 2009, ông nói gekiga là một thuật ngữ dùng để mô tả bất kỳ manga nào có yếu tố bạo lực, khiêu dâm, nhưng ông lại cảm thấy nó khác biệt  vì ông chỉ viết truyện về gia đình, trò chuyện xã hội hay vấn đề tình yêu.
Trong một thời gian dài khi manga gekiga không được dịch sang các ngôn ngữ khác, sau năm 2000, ngày càng có nhiều nhà xuất bản của văn học tiểu thuyết đồ họa bắt đầu khám phá lịch sử của truyện tranh gekiga. Gần đây, các nhà xuất bản như Drawn and Quarterly và Fantagraphics Books bắt đầu xuất bản một số ấn phẩm dịch tiếng Anh của các họa sĩ như Mizuki Shigeru, Yoshihiro, Katsumata, Tsuge, Hayashi Siichi, làm thu hút nhiều sự chú ý hơn đến thể loại này trên thị trường truyện tranh phương Tây.

## Họa sĩ tiêu biểu
- Ryoichi Ikegami (Spider-Man: The Manga)
- Kajiwara Ikki (Karate Jigoku-hen)
- Katsumata Susumu
- Kawasaki Noboru (Star of the Giants)
- Koike Kazuo (Kozure Ōkami)
- Kojima Goseki (Kozure Ōkami)
- Matsumoto Masahiko (Cigarette Girl)
- Mizuki Shigeru (Showa: A History of Japan)
- Saito Takao (Golgo 13)
- Shirato Sanpei (Kamui)
- Yoshihiro Tatsumi (A Drifting Life)
- Tezuka Osamu (một số truyện tranh người lớn của ông gồm MW, The Book of Human Insects, Apollo's Song, Alabaster, Barbara, Ayako, Buddha, Message to Adolf)
- Tsuge Yoshiharu (Screw Style)